# Тарбинское
Тарбинское — деревня в Сергиево-Посадском районе Московской области, в составе муниципального образования Сельское поселение Шеметовское (до 29 ноября 2006 года входила в состав Ченцовского сельского округа).

## Население
| 2002 | 2006 | 2010 |
| ---- | ---- | ---- |
| 3    | →3   | ↘1   |

## География
Тарбинское расположено примерно в 27 км (по шоссе) на север от Сергиева Посада, на безымянном правом притоке реки Дубны, высота центра деревни над уровнем моря — 154 м.